# 빙진
빙진 (cryoseism) 은 빙하, 동토등에 균열이 생길 때 발생하는 지진이다.

## 같이 보기
- 빙하호 붕괴 홍수